# Lidewij Mahler
Lidewij Mahler (Arnhem, 26 januari 1981) is een Nederlandse actrice. Ze speelde onder meer Eefje de Vrede in de televisieserie Waltz en Ankie in de film Flirt van Jaap van Eyck. Voor laatstgenoemde rol werd ze genomineerd voor een Gouden Kalf voor beste vrouwelijke bijrol.

## Filmografie

### Films
- Trots en verlangen (2016) - Maria Lopez
- Doodslag (2012) - Myrthe
- Alles stroomt (2009) - Desi
- Julia's Hart (2009, televisiefilm) Annie Collewijn
- Daglicht (2008) - Suus
- Fopsnor (2008) - Sanne
- Zeven zonden (2006)
- Zwartboek (2006) - Linda
- Zeven zonden (2005)
- Flirt (2005) - Ankie
- Verboden ogen (2002)
- Exit (2002)
- Strike! (2001, televisiefilm)
- Nachttrein (1996)

### Televisie
- Flikken Maastricht - Moeder Jesse (Afl. Schuld en boeten, 2023)
- De regels van Floor (2020) - moeder Gwen
- Swanenburg (2020-heden) - Yasmine
- Goede tijden, slechte tijden (2018-2019) - Marieke de Moor[1]
- Centraal Medisch Centrum  (2017) - Ruby
- Moordvrouw  (2018) - Naomi Rossman
- Flikken Rotterdam (2016, één aflevering) - moeder van Jean
- Centraal Medisch Centrum  (2014)
- De ontmaskering van de Vastgoedfraude (2013) - Ester de Waal
- Sorry Minister (2009) - Jeltje
- De co-assistent - Thea Jonker (Afl. De bevalling, 2009)
- Flikken Maastricht - Jeanne (Afl. Klappen, 2007)
- Kinderen geen bezwaar (2006, één aflevering)
- Waltz (2006, vijf afleveringen) - Eefje de Vrede
- Finals (2000, ? afleveringen) - Eva

### Theater
- De ingebeelde zieke (2009 en 2011) - Angélique
- Blackbird - David Harrower, theatergroep Suburbia ( 2010)- Una
- De Ontdekking van de hemel (2014 en 2015)- Ada Brons